# アブゼド・オマル・ドルダ
アブゼド・オマル・ドルダ （アラビア語: أبو زيد عمر دوردة、Abuzed Omar Dorda、または、アブー・ザイド・オマル・ドルダ、Abu Zaid Omar Durda、1944年4月4日 - 2022年2月28日）は、リビアの政治家。1990年から1994年までリビア全国人民委員会書記長（首相に相当）。

## 経歴
1970年ミスラタ県知事に就任したのが政界入りのきっかけである。1972年情報文化相に任命される。1974年外務次官。1990年10月7日から1994年1月29日まで首相に当たる全国人民委員会書記長。1997年に国連大使に当たる国連常任代表に転出した。2009年4月12日、外相に転じたムーサ・クーサの後任として、リビア情報庁（諜報庁）長官に任命された。
2011年リビア内戦の結果、リビア国民評議会に逮捕された。その後は殺人容疑や汚職容疑などで起訴されたが、刑務所収監中には自殺を図ったとも、拷問を受けた際の怪我で松葉杖の生活を余儀なくされたともされる。2018年6月に釈放されエジプトのカイロへ出国し、逮捕後初めて公の場に姿を表した。その後は治療のためヨーロッパへ向かうとも報じられたが、2022年2月28日にカイロにて77歳で死去した。